# 테이블만
테이블만(Table Bay)은 1652년 설립된 대서양의 자연 어귀이며, 케이프 반도의 북단에 위치하고 있다. 이 만은 남쪽으로 희망봉까지 뻗어있다. 낮게 솟은 테이블 산에 의해 지배되는 형상이기 때문에 테이블만이라는 이름으로 불리게 되었다.

## 개요
1486년 바르톨로메우 디아스가 유럽인 최초로 이 지역을 탐사하였다. 그 만은 수 백년동안 피난처로 유명했지만, 실제로는 빈약한 자연 항이었으며, 동남풍과 북서풍으로 불어오는 강풍에 심하게 노출되었다. 17세기에서 18세기 동안 이 만에서 피난처를 찾는 많은 배들이 태풍에 의해 항구로 밀려갔다.(Wolraad Woltemade 참조)

## 갤러리

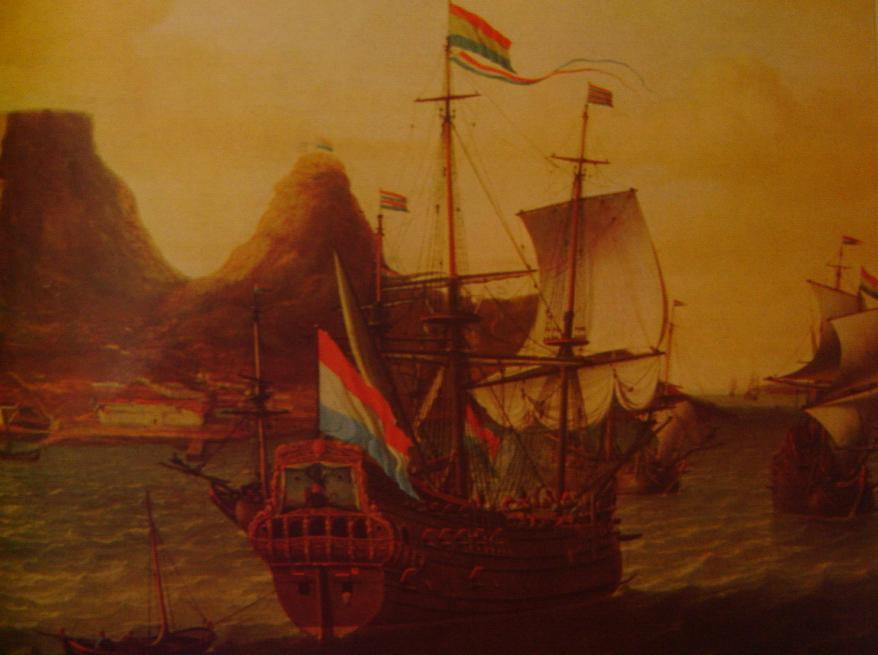
17세기 테이블만에 정박한 네덜란드 배
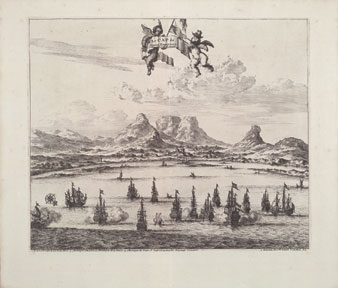
테이블 산을 배경으로 테이블 만을 항해하는 배, 1727
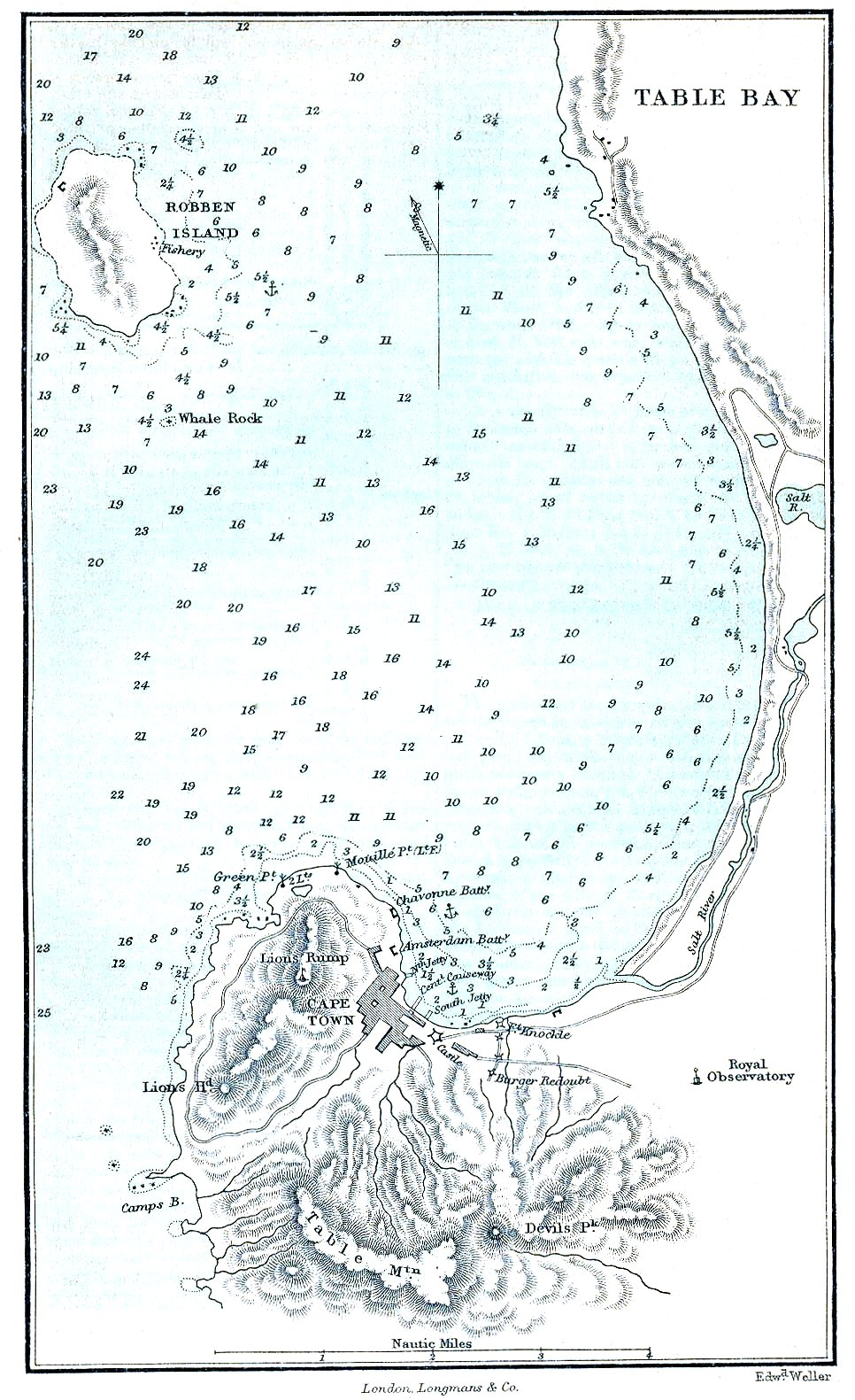
테이블 만의 지도 (1882)
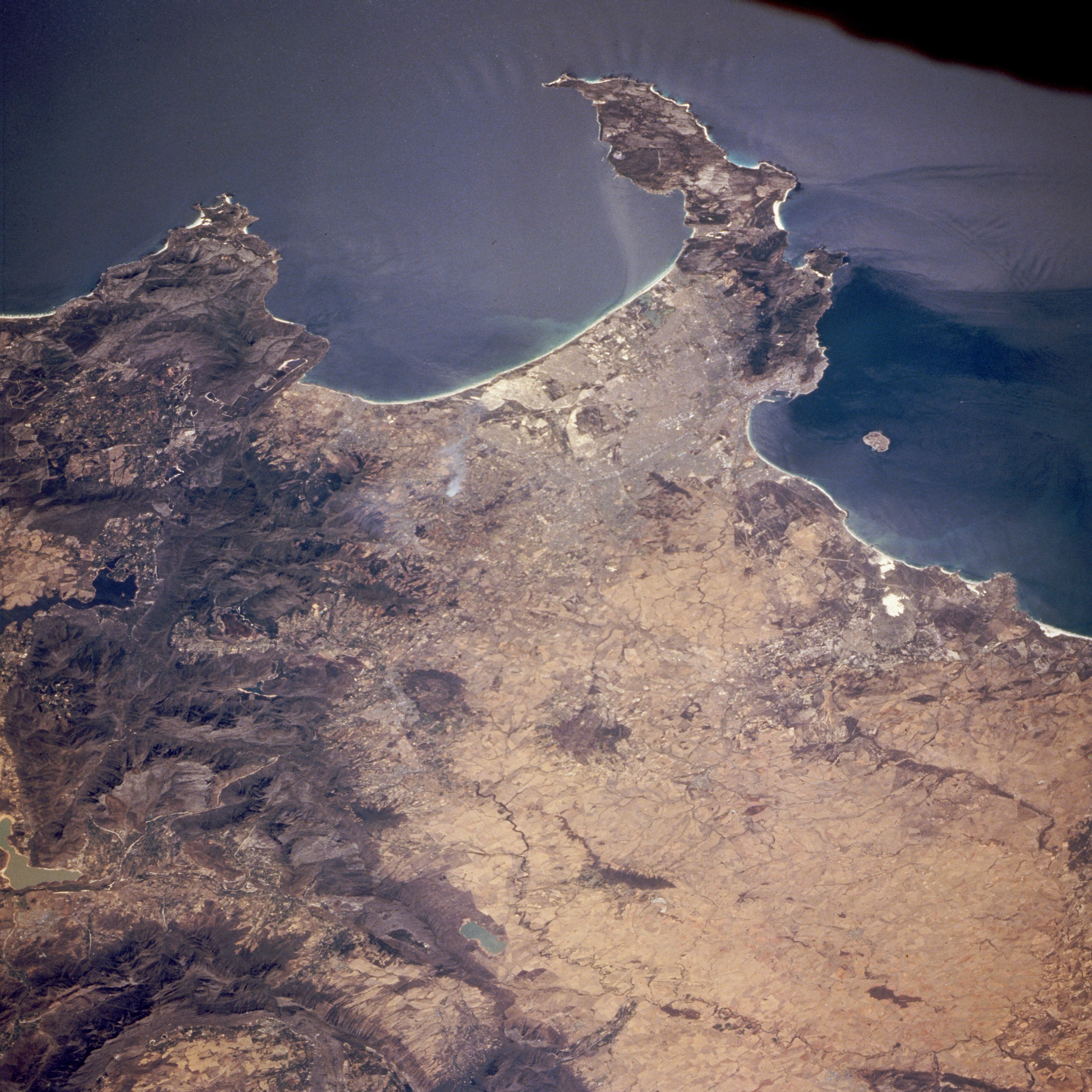
인공위성에서 본 케이프타운
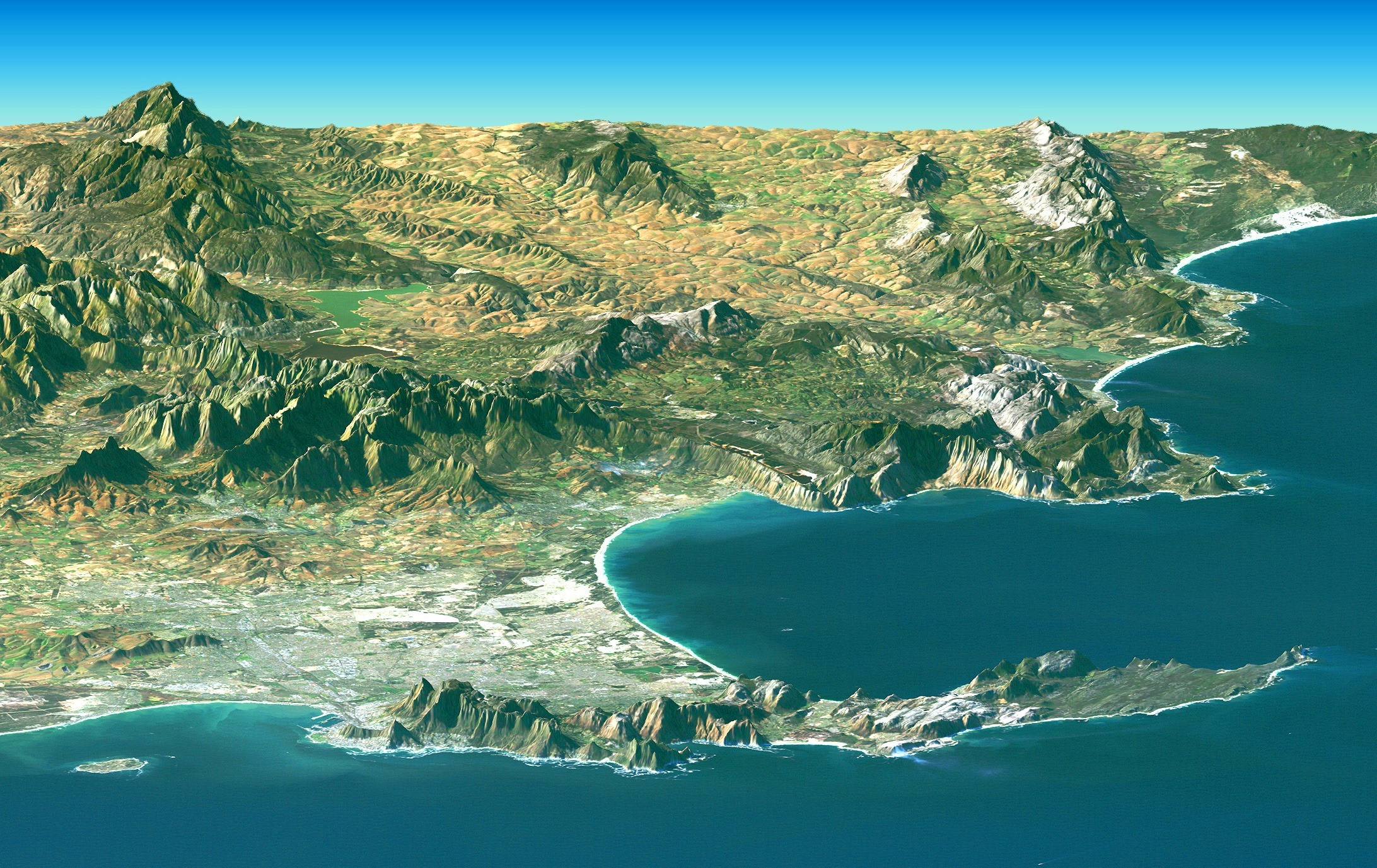
인공위성에서 본 케이프타운(Source: NASA)

## 같이 보기
- 테이블산